# Sporto Kantes
Sporto Kantes (ibland skrivet Sporto Kantès) är ett franskt drum and bass-band, bildat 1990 av Benjamin Sportes och Nicolas Kantorovwicz.

## Biografi
Bandet bildades efter ett möte mellan Benjamin Sportes och Nicolas Kantorovwicz, basisten i Les Wampas. Sportes spelade rockabilly under 1980-talet med Eduardo Leal de la Gala, medan Kantorovwicz spelade mycket thrash. De spelar dock en stor blandning av genrer på deras album: Dub, jazz, reggae, hiphop, men också brasiliansk musik. Bandet har också arbetat med samplingar med en Akai S2000 på deras låtar.

## I populärkultur
- Deras låt "Slits" är med i första avsnittet i säsong 6 av TV-serien Skins.
- Deras låt "Lee" användes som vinjett för den franska komediserien Kaboul Kitchen på Canal+ under 2012.
- Deras låt "Whistle" användes i reklamkampanjen för Renault Twingo II 2012.
- Deras låt "Whistle" medverkar i den franska filmen, Blå är den varmaste färgen (2013), under Adèles födelsedagsfest.

## Diskografi

### Studioalbum
| 2001 | Act 1     | —   |
| 2004 | 2nd Round | 113 |
| 2008 | 3 At Last | 95  |
| 2012 | 4         | 123 |

### Maxisinglar
| 1999 | Nickson | — |
| 2000 | Party   | — |

## Samlingsalbum
| År   | Album               |
| ---- | ------------------- |
| 2000 | Catalogue 2000      |
| 2002 | Catalogue 2002      |
| 2002 | The Catalogue of... |

### Singlar
| 2012 | "Lee" | 66 |